# LEN European Cup 1969-1970
La LEN European Cup 1969-1970 è stata la settima edizione del massimo trofeo continentale di pallanuoto per squadre di club.
Si sono qualificate alla fase finale del torneo otto formazioni. Sono stati disputati due gironi al termine dei quali le prime due classificate sono state ammesse alle semifinali.
Il Mladost Zagabria si è laureato campione d'Europa per la terza volta consecutiva battendo in finale i campioni d'Italia della Pro Recco.

## Quarti di finale

### Gironi
| Gruppo A     |
| sede: Mosca  |
| - Barcellona |
| - CSKA Sofia |
| - Olympiakos |
| - Pro Recco  |

| Gruppo B        |
| sede: Belgrado  |
| - De Robben     |
| - Mladost       |
| - Orvosegyetem  |
| - Stockholms KK |

### Gruppo A
|    | Quarti 1969-1970 | Pti | G | V | N | P | GF | GS | DR  |
| -- | ---------------- | --- | - | - | - | - | -- | -- | --- |
| 1. | Pro Recco        | 6   | 3 | 3 | 0 | 0 | 19 | 5  | +14 |
| 2. | Barcellona       | 4   | 3 | 2 | 0 | 1 | 18 | 9  | +9  |
| 3. | CSKA Sofia       | 2   | 3 | 1 | 0 | 2 | 12 | 16 | -4  |
| 4. | Olympiakos       | 0   | 3 | 0 | 0 | 3 | 5  | 24 | -19 |

|  | Pro Recco  | 7-0 | Olympiakos |
|  | Barcellona | 6-2 | CSKA       |

|  | Pro Recco  | 7-3  | CSKA       |
|  | Barcellona | 10-2 | Olympiakos |

|  | Pro Recco | 5-2 | Barcellona |
|  | CSKA      | 7-3 | Olympiakos |

### Gruppo B
|    | Quarti 1969-1970 | Pti | G | V | N | P | GF | GS | DR  |
| -- | ---------------- | --- | - | - | - | - | -- | -- | --- |
| 1. | Mladost          | 6   | 3 | 3 | 0 | 0 | 22 | 12 | +10 |
| 2. | Orvosegyetem     | 4   | 3 | 2 | 0 | 1 | 23 | 10 | +13 |
| 3. | Stockholms KK    | 2   | 3 | 1 | 0 | 2 | 11 | 19 | -8  |
| 4. | De Robben        | 0   | 3 | 0 | 0 | 3 | 12 | 28 | -16 |

|  | Mladost      | 8-4 | De Robben |
|  | Orvosegyetem | 6-1 | SKK       |

|  | Mladost      | 8-2  | SKK       |
|  | Orvosegyetem | 12-3 | De Robben |

|  | Mladost | 6-5 | Orvosegyetem |
|  | SKK     | 8-5 | De Robben    |

## Semifinali
| Andata | Andata                   | Andata |
| Data   | Gara                     | Ris.   |
| ------ | ------------------------ | ------ |
| ?      | Mladost - Barcellona     | 4-1    |
| ?      | Orvosegyetem - Pro Recco | 5-3    |

| Ritorno | Ritorno                  | Ritorno | Ritorno |
| Data    | Gara                     | Ris.    | Tot.    |
| ------- | ------------------------ | ------- | ------- |
| ?       | Barcellona - Mladost     | 2-3     | 7-3     |
| ?       | Pro Recco - Orvosegyetem | 10-6    | 13-11   |

## Finale
| Andata | Andata              | Andata |
| Data   | Gara                | Ris.   |
| ------ | ------------------- | ------ |
| ?      | Mladost - Pro Recco | 5-3    |

| Ritorno | Ritorno             | Ritorno | Ritorno |
| Data    | Gara                | Ris.    | Tot.    |
| ------- | ------------------- | ------- | ------- |
| ?       | Pro Recco - Mladost | 3-2     | 6-7     |

### Campioni
- Mladost Campione d'Europa:

Karlo Stipanić, Ivo Trumbić, Ozren Bonačić, Zlatko Šimenc, Ronald Lopatny, Matošić, Miroslav Poljak, Jeger, Marijan Žužej, Posojević, Mikac, Hebel.

## Fonti
- (EN)  LEN, The Dalekovod Final Four - Book of Champions 2011, 2011 (versione digitale)